# Callopsylla yui
Callopsylla yui är en loppart som beskrevs av Ye Ruiyu et Jiang Wanwu 1990. Callopsylla yui ingår i släktet Callopsylla och familjen fågelloppor. Inga underarter finns listade i Catalogue of Life.